# La Roche à Pierrot
La Roche à Pierrot è un sito archeologico vicino al paese di Saint-Césaire nella Nuova Aquitania, dove nel 1979 furono ritrovati i resti di un giovane Neanderthalensis sepolto in una piccola fossa. Il ritrovamento è rilevante perché associato ad utensili ed altri manufatti, precedentemente riferiti solo all'homo sapiens.